# فیلم‌شناسی لی سونگ گی
لی سونگ گی (کره‌ای: 이승기؛ زادهٔ ۱۳ ژانویه ۱۹۸۷) خواننده، بازیگر، میزبان و انترتینر اهل کره جنوبی است. او به عنوان بازیگر، با بازی به عنوان نقش اصلی در درام‌های مشهوری مانند میراث درخشان (۲۰۰۹)، دوست‌دختر من یک گومیهو است (۲۰۱۰)، پادشاه دو دل (۲۰۱۲)، کتاب خانواده گو (۲۰۱۳)، همگی محاصره شده‌اید (۲۰۱۴)، ادیسه کره‌ای (۲۰۱۸–۲۰۱۷)، بی‌خانمان (۲۰۱۹) ، موش (۲۰۲۱) و کافه حقوق (۲۰۲۲) شناخته شده‌است. او یکی از اعضای اصلی فصل اول برنامهٔ ۲ روز و ۱ شب از نوامبر ۲۰۰۷ تا فوریه ۲۰۱۲ و مجری برنامه تاک شوی قلب قوی از اکتبر ۲۰۰۹ تا آوریل ۲۰۱۲ بود.

## فیلم
| سال  | عنوان                      | نقش         | منابع |
| ---- | -------------------------- | ----------- | ----- |
| ۲۰۱۵ | پیش‌بینی عشق                | کانگ جون-سو | [ ۲ ] |
| ۲۰۱۸ | شاهزاده خانم و دلال ازدواج | سو دو-یون   | [ ۳ ] |
| ۲۰۲۳ | خانواده بزرگ               | دوون        |       |

## مجموعه تلویزیونی
| سال       | عنوان                     | نقش                   | شبکه    | توضیحات              | منابع  |
| --------- | ------------------------- | --------------------- | ------- | -------------------- | ------ |
| ۲۰۰۵–۲۰۰۴ | بی‌وقفه ۵                  | لی سونگ-گی            | ام‌بی‌سی  | قسمت ۱–۱۹۳           | [ ۴ ]  |
| ۲۰۰۶      | خواهران معروف چیل         | هوانگ ته-جا           | کی‌بی‌اس  |                      | [ ۵ ]  |
| ۲۰۰۹      | میراث درخشان              | سون‌وو هوان            | اس‌بی‌اس  |                      | [ ۶ ]  |
| ۲۰۱۰      | دوست‌دختر من یک گومیهو است | چا ده-وونگ            | اس‌بی‌اس  |                      | [ ۷ ]  |
| ۲۰۱۱      | بزرگترین عشق              | خودش                  | ام‌بی‌سی  | حضور افتخاری، قسمت ۹ | [ ۸ ]  |
| ۲۰۱۲      | پادشاه دو دل              | لی جه-ها              | ام‌بی‌سی  |                      | [ ۹ ]  |
| ۲۰۱۳      | کتاب خانواده گو           | چوی کانگ-چی           | ام‌بی‌سی  |                      | [ ۱۰ ] |
| ۲۰۱۴      | همگی محاصره شده‌اید        | اون ده-گو/کیم جی-یونگ | اس‌بی‌اس  |                      | [ ۱۱ ] |
| ۲۰۱۵      | تهیه‌کنندگان               | خودش                  | کی‌بی‌اس۲ | حضور افتخاری، قسمت ۶ | [ ۱۲ ] |
| ۲۰۱۸–۲۰۱۷ | ادیسه کره‌ای               | سون اوه-گونگ          | تی‌وی‌ان  |                      | [ ۱۳ ] |
| ۲۰۱۹      | بی‌خانمان                  | چا دال-گون            | اس‌بی‌اس  |                      | [ ۱۴ ] |
| ۲۰۲۱      | موش                       | جونگ با-روم           | تی‌وی‌ان  |                      | [ ۱۵ ] |
| ۲۰۲۲      | کافه حقوق                 | کیم جونگ-هو           | کی‌بی‌اس۲ |                      | [ ۱۶ ] |

## برنامه تلویزیونی
| سال        | عنوان                              | شبکه                          | نقش                                      | منابع                |
| ---------- | ---------------------------------- | ----------------------------- | ---------------------------------------- | -------------------- |
| ۲۰۰۳       | هم‌روحان کانگ هو-دونگ               | ام‌بی‌سی                        | مهمان                                    | [ ۱۷ ]               |
| ۲۰۰۴       | ایکس-من                            | اس‌بی‌اس                        | مهمان ثابت                               | [ ۱۸ ]               |
| ۲۰۰۶       | هروئین ۶                           | کی‌بی‌اس۲                       | مهمان (قسمت ۶۸–۸۶)                       | [ ۱۹ ]               |
| ۲۰۰۶       | شو! میوزیک کور                     | ام‌بی‌سی                        | مجری روزانه                              | [ ۲۰ ]               |
| ۲۰۰۷       | اینکیگایو                          | اس‌بی‌اس                        | مجری روزانه                              | [ ۲۱ ]               |
| ۲۰۰۷       | کنسرت اشتراک گذاری عشق اس‌بی‌اس ۲۰۰۷ | اس‌بی‌اس                        | مجری                                     | [ ۲۲ ]               |
| ۱۲–۲۰۰۷    | ۲ روز و ۱ شب                       | کی‌بی‌اس                        | عضو بازیگران                             | [ ۲۳ ] [ ۲۴ ]        |
| ۲۰۰۹       | «برقصیم؟» ویژه چوسوک               | کی‌بی‌اس۲                       | مجری                                     | [ ۲۵ ]               |
| ۲۰۰۹       | جام جهانی تیپ ایدئال لی سونگ‌گی     | کی‌بی‌اس۲                       | مهمان ویژه                               | [ ۲۶ ]               |
| ۱۲–۲۰۰۹    | قلب قوی                            | اس‌بی‌اس                        | مجری                                     | [ ۲۷ ] [ ۲۸ ] [ ۲۹ ] |
| ۲۰۱۰       | همراه گزارش میدانی                 | کی‌بی‌اس                        | راوی (قسمت ۱۳۸)                          | [ ۳۰ ]               |
| ۲۰۱۱       | هوکو×تاته                          | فوجی تی‌وی                     | حضور ویژه                                | [ ۳۱ ]               |
| ۲۰۱۱       | اس‌ام‌ای‌پی×اس‌ام‌ای‌پی                  | فوجی تی‌وی                     | مهمان ویژه                               | [ ۳۲ ]               |
| ۲۰۱۱       | دفتر طراحی یو هی-یول               | کی‌بی‌اس۲                       | مهمان (قسمت ۱۲۲)                         | [ ۳۳ ]               |
| ۲۰۱۲       | دفتر طراحی یو هی-یول               | کی‌بی‌اس۲                       | مهمان (قسمت ۱۲۹، ۱۶۸)                    | [ ۳۴ ] [ ۳۵ ]        |
| ۲۰۱۲       | دِ رمانتیک                          | تی‌وی‌ان                        | راوی                                     | [ ۳۶ ]               |
| ۲۰۱۲       | مِزاماشی تی‌وی                       | فوجی تی‌وی                     | مهمان                                    | [ ۳۷ ]               |
| ۲۰۱۲       | رانینگ من                          | اس‌بی‌اس                        | مهمان (قسمت ۱۲۰–۱۲۱)                     | [ ۳۸ ]               |
| ۲۰۱۲       | کنسرت گاگ                          | کی‌بی‌اس                        | مهمان (قسمت ۶۷۴)                         | [ ۳۹ ]               |
| ۲۰۱۳       | رانینگ من                          | اس‌بی‌اس                        | مهمان (قسمت ۱۷۴)                         | [ ۴۰ ]               |
| ۲۰۱۳       | خواهران فراتر از گل                | تی‌وی‌ان                        | عضو بازیگران                             | [ ۴۱ ]               |
| ۲۰۱۳       | حشرات، غریزهٔ بزرگ                  | ام‌بی‌سی                        | راوی                                     | [ ۴۲ ]               |
| ۲۰۱۴       | کمپ شفا                            | اس‌بی‌اس                        | مهمان (قسمت ۱۳۴–۱۳۵)                     | [ ۴۳ ]               |
| ۲۰۱۴       | سه وعده غذایی در روز               | تی‌وی‌ان                        | مهمان (قسمت ۹–۱۰)                        | [ ۴۴ ]               |
| ۲۰۱۵       | دفتر طراحی یو هی-یول               | کی‌بی‌اس۲                       | مهمان (قسمت ۲۷۸)                         |                      |
| ۲۰۱۵       | من کره هستم                        | کی‌بی‌اس۱                       | مجری (قسمت ۱۰)                           | [ ۴۵ ]               |
| ۲۰۱۵       | رانینگ من                          | اس‌بی‌اس                        | مهمان (قسمت ۲۲۸–۲۲۹)                     | [ ۴۶ ]               |
| ۲۰۱۵       | سفر جدید به غرب                    | تی‌وی‌ان                        | عضو بازیگران                             | [ ۴۷ ] [ ۴۸ ]        |
| ۲۰۱۷       | دومین جوایز آرتیست آسیا            | ام‌تی‌ان                        | جایزه دهنده                              | [ ۴۹ ]               |
| ۲۰۱۷–اکنون | استاد در خانه                      | اس‌بی‌اس                        | عضو بازیگران                             | [ ۵۰ ]               |
| ۲۰۱۸       | سی و دومین جوایز گلدن دیسک         | جی‌تی‌بی‌سی                      | مجری (روز اول)                           | [ ۵۱ ]               |
| ۲۰۱۸       | سومین جوایز آرتیست آسیا            | ام‌تی‌ان                        | جایزه دهنده                              | [ ۵۲ ]               |
| ۲۰۱۸       | نویینگ براس                        | جی‌تی‌بی‌سی                      | مهمان (قسمت ۱۲۴)                         | [ ۵۳ ]               |
| ۲۰۱۸       | پرودیوس ۴۸                         | ام‌نت                          | مجری                                     | [ ۵۴ ]               |
| ۲۰۱۸       | خاطرات مامان: جوجه اردک زشت من     | اس‌بی‌اس                        | مجری ویژه (قسمت ۱۰۲–۱۰۳)                 | [ ۵۵ ]               |
| ۲۰۱۸       | Hidden Track No. V (قسمت ۵)        | وی لایو                       | Keyman                                   | [ ۵۶ ]               |
| ۲۰۱۸       | جوایز سرگرمی اس‌بی‌اس ۲۰۱۸           | اس‌بی‌اس                        | جایزه دهنده                              | [ ۵۷ ]               |
| ۲۰۲۱–۲۰۱۹  | باستد!                             | نتفلیکس                       | عضو بازیگران، فصل ۲ و ۳                  | [ ۵۸ ]               |
| ۲۰۱۹       | سی و سومین جوایز گلدن دیسک         | جی‌تی‌بی‌سی                      | مجری (روز اول)                           | [ ۵۹ ]               |
| ۲۰۱۹       | جنگل کوچک                          | اس‌بی‌اس                        | عضو بازیگران                             | [ ۶۰ ]               |
| ۲۰۱۹       | جوایز سرگرمی اس‌بی‌اس ۲۰۱۹           | اس‌بی‌اس                        | جایزه دهنده                              | [ ۶۱ ]               |
| ۲۰۱۹       | جوایز درامای اس‌بی‌اس ۲۰۱۹           | اس‌بی‌اس                        | جایزه دهنده                              | [ ۶۲ ]               |
| ۲۰۲۰       | سی و چهارمین جوایز گلدن دیسک       | جی‌تی‌بی‌سی                      | مجری (روز دوم)                           | [ ۶۳ ]               |
| ۲۰۲۰       | جعبه شادی جمعه                     | تی‌وی‌ان                        | عضو بازیگران                             | [ ۶۴ ]               |
| ۲۰۲۰       | باهم                               | نتفلیکس                       | عضو بازیگران                             | [ ۶۵ ]               |
| ۲۰۲۰       | رستوران خیابان بک جونگ-وون         | اس‌بی‌اس                        | مهمان (قسمت ۱۳۱، ۱۳۲)                    | [ ۶۶ ]               |
| ۲۰۲۰       | هوم‌تَون فلکس                        | تی‌وی‌ان                        | عضو بازیگران                             | [ ۶۷ ]               |
| ۲۰۲۰       | دوباره بخوان                       | جی‌تی‌بی‌سی                      | مجری                                     | [ ۶۸ ]               |
| ۲۰۲۰       | جوایز سرگرمی اس‌بی‌اس ۲۰۲۰           | اس‌بی‌اس                        | مجری                                     | [ ۶۹ ]               |
| ۲۰۲۰       | لیگ بزرگ کمدی                      | تی‌وی‌ان                        | مهمان (قسمت ۳۸۸)                         |                      |
| ۲۰۲۰       | دفتر طراحی یو هی-یول               | کی‌بی‌اس۲                       | مهمان (قسمت ۵۲۱)                         |                      |
| ۲۰۲۰       | پالت آی‌یو                          | 이지금 [IU Official] (یوتیوب) | مهمان (قسمت ۳)                           |                      |
| ۲۰۲۱       | سی و پنجمین جوایز گلدن دیسک        | جی‌تی‌بی‌سی                      | مجری (روز اول)                           | [ ۷۰ ]               |
| ۲۰۲۱       | لی‌سونگ‌گی × لی‌مین‌هو                 | leeminho film (یوتیوب)        | عضو بازیگران                             |                      |
| ۲۰۲۱       | دورِمی مارکت                        | تی‌وی‌ان                        | مهمان (قسمت ۱۴۸)                         |                      |
| ۲۰۲۱       | تیم آپ ۰۷۲                         | اس‌بی‌اس، ویو                   | عضو بازیگران                             | [ ۷۱ ]               |
| ۲۰۲۱       | Loud                               | اس‌بی‌اس                        | Super Agent                              | [ ۷۲ ]               |
| ۲۰۲۱       | دنیای جدید                         | نتفلیکس                       | عضو بازیگران                             | [ ۷۳ ]               |
| ۲۰۲۱       | جوایز سرگرمی اس‌بی‌اس ۲۰۲۱           | اس‌بی‌اس                        | مجری (همراه جانگ دو-یون و هان هه-جین)    | [ ۷۴ ]               |
| ۲۰۲۲       | سی و ششمین جوایز گلدن دیسک         | جی‌تی‌بی‌سی                      | مجری (همراه لی دا-هی و سونگ شی-کیونگ)    | [ ۷۵ ]               |
| ۲۰۲۲       | Circle House                       | اس‌بی‌اس                        | میزبان (همراه هان گا این و اوه اون-یونگ) | [ ۷۶ ]               |
| ۲۰۲۳       | Peak Time                          | جی‌تی‌بی‌سی                      | مجری                                     |                      |

## موزیک ویدئوها
| سال  | عنوان | با درخشش                | تهیهٔ کلیپ                 |
| ---- | --- | ----------------------- | ------------------------- |
| ۲۰۰۴ | «چون تو خانم منی»(Because You're My Girl؛ 내 여자라니까)                                                        | کیم سارانگ              |                           |
| ۲۰۰۴ | «حذف»(Delete؛ 삭제)                                                                                             |                         |                           |
| ۲۰۰۶ | «کلماتی که گفتنش سخت است»(Words That Are Hard To Say؛ 하기 힘든 말)                                             | نام سانگ-می             |                           |
| ۲۰۰۶ | «شکل لب‌هایت»(Shape of Your Lips؛ 입모양)                                                                        |                         |                           |
| ۲۰۰۶ | «لطفاً»(Please؛ 제발) «امید و آرزو»(Desire And Hope؛ 원하고 원망하죠) «ادیو»(Addio؛ 아디오) «اشک‌ها»(Tears؛ 눈물) | پارک مین-جی             |                           |
| ۲۰۰۷ | «دروغ سفید»(White Lie؛ 착한 거짓말) «چرا داری میری»(Why Are You Leaving؛ 왜... 가니)                            | وانگ جی-هه              |                           |
| ۲۰۰۸ | «همه را به تو خواهم داد»(I'll Give You All؛ 다 줄꺼야)                                                          |                         |                           |
| ۲۰۰۸ | «بیا بریم به یه تعطیلات»(Let's Go on a Vacation؛ 여행을 떠나요)                                                 |                         | ۲ روز و ۱ شب              |
| ۲۰۰۹ | «بیا بهم بزنیم»(Let's Break Up؛ 우리 헤어지자)                                                                  | لی سه-نا                |                           |
| ۲۰۱۰ | «لبخند پسر» (ورژن راک)(Smile Boy)                                                                               | یونا کیم                |                           |
| ۲۰۱۰ | «عقلمو از دست دادم»(Losing My Mind؛ 정신이 나갔었나봐)                                                          |                         | دوست‌دختر من یک گومیهو است |
| ۲۰۱۰ | «از حالا به بعد دوست دارم»(From Now on I Love You؛ 지금부터 사랑해)                                             |                         | دوست‌دختر من یک گومیهو است |
| ۲۰۱۱ | «ما دوست نیستیم؟»(Aren't We Friends؛ 친구잖아)                                                                  |                         |                           |
| ۲۰۱۲ | «وقت عشق»(Time for Love؛ 恋愛時代)                                                                              | پارک شین هه             |                           |
| ۲۰۱۲ | «ما دوست نیستیم؟»(Aren't We Friends؛ チングジャナ -友達だから-)                                                 | پارک شین هه جو سانگ ووک |                           |
| ۲۰۱۲ | «بازگشت»(Return؛ 되돌리다)                                                                                      | پارک گون-وو کیم یو جونگ |                           |
| ۲۰۱۲ | «یک دعوت نامه برای من»(An Invitation For Me؛ 나에게 초대)                                                       |                         |                           |
| ۲۰۱۲ | «جنگل»(Forest؛ 숲)                                                                                              |                         |                           |
| ۲۰۱۳ | «آخرین کلمه»(Last Word؛ 마지막 그 한마디)                                                                       |                         | کتاب خانواده گو           |
| ۲۰۱۵ | «و خداحافظ»(And Goodbye؛ 그리고 안녕)                                                                           |                         |                           |
| ۲۰۱۶ | «با کسی مثل من ملاقات کن»(Meet Someone Like Me؛ 그런 사람)                                                      |                         |                           |
| ۲۰۲۰ | «مرد معمولی»(The Ordinary Man؛ 뻔한남자)                                                                        |                         |                           |
| ۲۰۲۰ | ‌ «من می‌خوام»(I Will؛ 잘할게)                                                                                    | پارک گیو-یونگ           |                           |